# SDMX

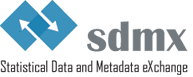
Logo SDMX

SDMX (z ang. Statistical Data and Metadata Exchange) – inicjatywa podjęta w 2001 roku przez siedem międzynarodowych organizacji i związaną z wymianą danych statystycznych. Do wspomnianych organizacji, które uznawane są za oficjalnych sponsorów SDMX, należą: Bank Rozrachunków Międzynarodowych, Europejski Bank Centralny, Eurostat (Komisja Europejska), Międzynarodowy Fundusz Walutowy, Organizacja Współpracy Gospodarczej i Rozwoju, Organizacja Narodów Zjednoczonych – Oddział Statystyk (UNSD) oraz Bank Światowy.
Wraz z powstaniem Internetu ułatwiona została wymiana danych statystycznych pomiędzy organizacjami, lecz ze względu na brak jednolitego standardu wymiany oraz opisu danych i metadanych, proces ten był bardzo ograniczony. Odpowiedzią na ten brak było powstanie SDMX, a mianowicie ustalenie formatów dla danych i powiązanych z nimi metadanych, ustalenie wytycznych co do używanej terminologii i koncepcji statystycznych oraz budowa architektury IT obsługującej wymianę danych.
SDMX wykorzystuje różne formaty w procesie wymiany i przechowywania danych i metadanych statystycznych. Jednym z nich jest SDMX-ML, który bazuje na składni języka XML i z tego właśnie względu jest zalecany i coraz powszechniej wykorzystywany. Kolejny format, SDMX-EDI, nazywany także GESMES/TS, jest coraz rzadziej stosowany, choć na jego korzyść przemawia fakt, że lepiej niż jego poprzednik współpracuje z dużymi ilościami danych.
Upowszechnienie się SDMX zaowocowało pojawieniem się wielu aplikacji typu Open Source, które znalazły zastosowanie nie tylko w wymienionych wcześniej organizacjach, ale także w urzędach statystycznych wielu krajów, w tym Polski.
Wersja 1.0 standardu została zaaprobowana przez sponsorów we wrześniu 2004, a już w kwietniu 2005 otrzymała certyfikat ISO.
Najnowsza wersja – SDMX 2.1 – została zatwierdzona w kwietniu 2011.